# Noordeloos (kasteel)
Het kasteel Noordeloos of Het Slot stond in het Nederlandse dorp Noordeloos, provincie Zuid-Holland. De voormalige kasteelplaats is nog herkenbaar aan de slotgracht.

## Geschiedenis
Het kasteel werd in 1413 genoemd als ‘huis en hofstad’ toen Aernt van Leijenburg en zijn echtgenote Heilwich van Noordeloos het verkochten aan Henrick Steock Pouwelsz. Het geslacht Noordeloos was voortgekomen uit de familie Van Arkel: zij hadden het gebied waar het kasteel stond eind 13e of begin 14e eeuw opgedragen aan de graaf van Holland en direct weer in leen terug ontvangen. Arnoud van Arkel werd in 1293 genoemd als de eerste heer van Noordeloos. Het is niet duidelijk of er toen ook al sprake was van een kasteel.
Het kasteel had in ieder geval vanaf 1453 een eigen leenregister.
In 1561 was kasteel Noordeloos de locatie van een schepenbank.

### Watergeuzen
In 1573 waren er Spaanse soldaten gelegerd in het kasteel. De watergeuzen vielen daarom het slot aan en staken het in brand. Het werd niet meer herbouwd en bleef een ruïne. Walraven van Brederode, heer van Vianen, kocht de heerlijkheid Noordeloos met de ruïne in 1611.

### Herbouw als herenhuis
De uit Gorinchem afkomstige wijnhandelaar Hendrik van Barneveld kocht de heerlijkheid Noordeloos in 1716 aan. Hij liet op de plek van het oude kasteel een nieuw herenhuis bouwen.
De laatste eigenaar uit deze familie was Willem Hendrik van Barnevelt, wiens erfgenamen in 1829 het kasteel en de heerlijkheid verkochten in een openbare veiling.

### Van Dam van Noordeloos
De nieuwe eigenaar werd Jacob van Dam, wiens familie ook al de heerlijkheid Brakel in eigendom had. Jacob van Dam noemde zich na zijn aankoop Van Dam Van Noordeloos. Hij woonde in Rotterdam en gebruikte Noordeloos als buitenhuis. Net na zijn aankoop in 1829 liet hij het koetshuis, de manege en de tuinmanswoning ter afbraak verkopen. Ook enkele hooibergen, een bouwmanswoning en een schapenschuur gingen in de verkoop.
In 1880 liet de familie Van Dam van Noordeloos het 18e-eeuwse herenhuis vervangen door een neogotisch landhuis. In 1968 werd dit landhuis afgebroken en door een villa vervangen.

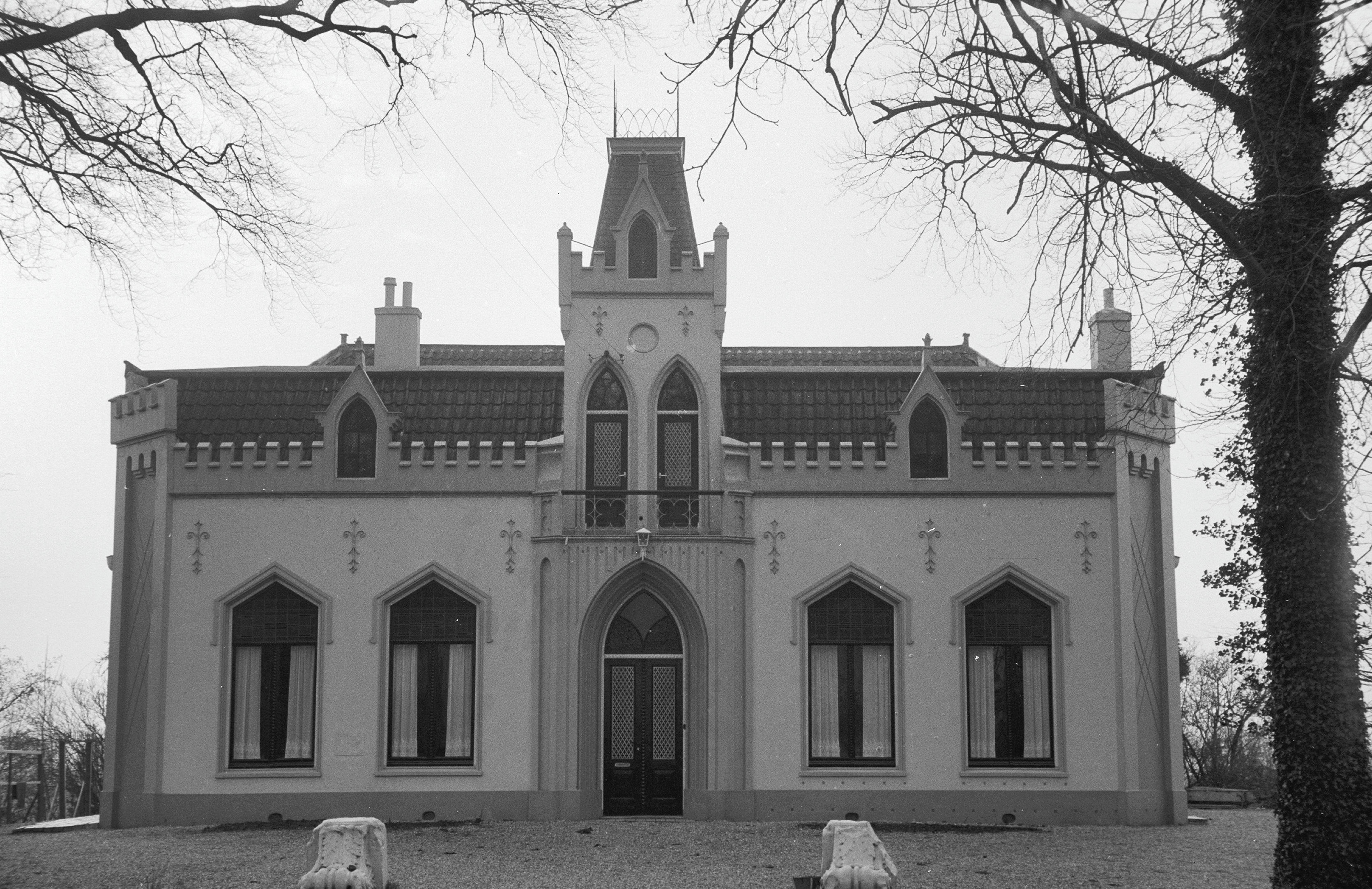
Het neogotische huis Noordeloos in 1965

## Beschrijving
Het middeleeuwse kasteel werd gebouwd langs het stroompje Noordeloos. Van het slot zijn diverse afbeeldingen bewaard gebleven, maar die dateren allemaal van na de verwoesting in 1573.

### Herenhuis
Het herenhuis dat Van Barneveld in de eerste helft van de 18e eeuw bouwde, was een omgracht vierkant bouwwerk van twee verdiepingen en een souterrain. Het huis was vijf traveeën breed. Op het schilddak was een lichtkoepel aangebracht. Op het voorplein stonden twee polygonale paviljoens.

### Neogotisch landhuis
Het landhuis dat in 1880 werd gebouwd door de familie Van Dam van Noordeloos, was opgetrokken in een neogotische stijl, met kantelen en een torenachtige middenrisaliet die verwezen naar het riddermatige verleden van Noordeloos. Het gepleisterde rechthoekige huis kende één bouwlaag en werd afgedekt door een dubbel zadeldak. De gevel was vijf vensterassen breed.
Van de kasteelplaats zijn alleen de slotgracht, een neogotisch bruggetje en twee 16e-eeuwse consoles overgebleven.
Abbenbroek · Abspoel · Adegeest · Slot Alkemade ·  Altena · Arkelsburg · Bellesteyn · Huis ten Berghe · Binckhorst · Binnenhof · Blijdestein · Te Blotinghe · Boekenburg · Boekhorst · Boshuysen · Bulgersteyn · Burcht (Leiden) · Burcht (Voorne) · Slot Capelle · Coebel · Cranenburg · Crayestein · Cronesteyn · Crooswijk · Develstein · 't Huys Dever · Dirks Steenhuis · Ter Does · Duivenstein · Duivenvoorde · Endegeest · Endepoel · Foreest · Giessenburg · Gravensteen · Groot Haesebroek · 's Heeraartsberg · Hof van Wateringen · Holy · Slot Honingen · Kasteel van de Heren van Arkel · Kasteel van Gouda · Keenenburg · Kasteel Keukenhof · Klein Poelgeest · Huis te Langerak · Langestein · Huis te Liesveld · Ter Lips · De Loo · Madeburcht · Marenburch · Meerburg · Huis te Merwede · Huis ter Mey · Kasteel van der Meye · Niemandsvriend · Noordeloos · Oud-Berendrecht · Oud-Poelgeest · Oud Teylingen · Paddenpoel · Persijn · Groot Poelgeest · Hof van Putten · Puttensteyn · Landgoed De Raephorst · Kasteel Ravesteyn · Kasteel van Rhoon · Rijnegom · Rijnenburg · Huis te Riviere · Rodenburg · Hofstad Rodenrijs · Rodenrijs · Rosenburgh · Huis Roucoop · Santhorst · Schelluinderberg · Schonenburg · Kasteel van Schoonhoven · Souburgh · Spangen · Starrenburg · Huis ter Specke · Steenvoorde · Stenevelt · Slot Teylingen · Den Toll · Torenvliet · Slot Valckesteyn · Huis ter Waard · Warmont · Ter Weer · Hof van Wena · Kasteel Westerbeek · Huis te Woude · Kasteel van IJsselmonde · 't Zand · Huis Zevender · Kasteel aan de Zevender · Zijlhof · Zonneveld · Huis Zuidwijk · Zwieten